# Génesis (álbum de Peso Pluma)
Génesis (estilizado en mayúsculas) es el tercer álbum de estudio del cantante mexicano Peso Pluma, fue lanzado el 22 de junio de 2023 a través de Double P Records y Prajin Parlay. Contiene colaboraciones con Eladio Carrión, Natanael Cano, Junior H, Tito Double P, Jasiel Núñez, Los Dareyes de la Sierra, Edgardo Nuñez, Luis R. Conriquez, Gabito Ballesteros, Blessd y Grupo Frontera. Se lanzaron los sencillos «PRC», «Las morras», «Rosa pastel», «77», «Bye», «Tulum», «Lagunas» y «Lady Gaga».

## Antecedentes y lanzamiento
Después de haber finalizado el año 2022 e iniciado el 2023 con varios éxitos en listas mundiales, Pluma y su equipo hicieron el anuncio del lanzamiento el 14 de junio de 2023, a través de sus redes sociales, mostrando la portada del disco y también la lista de canciones y artistas que colaborarían en este. La portada del álbum hace referencia al arte del mixtape Dark Lane Demo Tapes del rapero canadiense Drake.
El cantante le dijo a la revista Billboard: "Quiero que mi álbum sea bienvenido por la gente, quiero que tenga las mismas transmisiones que los sencillos... Le estoy mostrando a la gente otra parte de La Doble P."
Pluma también dijo al medio digital Pitchfork que llevaba un año trabajando en el disco "de toda la música mexicana" y "produciéndolo desde hace un tiempo". También le explicó a Cultura Colectiva que eligió ese nombre como título, ya que Génesis significa "origen" y lo explica como "una nueva era."
El álbum fue lanzado la tarde del 22 de junio de 2023 de manera digital y streaming. El anuncio oficial del lanzamiento fue a través de un video con duración de un minuto publicado y protagonisado por el boxeador estadounidense Mike Tyson, quién se había declarado antes un admirador de la música del mexicano. También fueron publicados los videos visualizer de cada canción en el canal oficial de YouTube del cantante. El 29 de junio se publicó una versión deluxe del álbum, en la que se incluía una canción inédita llamada «Tulum» grabada con Grupo Frontera y dos canciones que ya habían sido sencillos en meses anteriores como «PRC» con Natanael Cano y «Las morras» con Blessd.

## Sencillos
Después de haber fundado su propio sello discográfico al que llamó Double P Records en asociación con Prajin Parlay, Pluma lanzó el primer sencillo del álbum, «Rosa pastel» el 20 de abril de 2023, en colaboración con el cantante de corridos Jasiel Núñez —quién también es uno de los primeros artistas firmados por Double P—. El 5 de mayo del mismo año, se estrenó como siguiente sencillo «77» junto al artista puertorriqueño de música urbana Eladio Carrión, la canción recibió críticas mixtas y un éxito moderado. El 26 de mayo, se publicó el tercer sencillo «Bye», primera canción en solitario del cantante desde 2021. Fue bien recibida por la crítica profesional y el público, la canción alzancó el puesto 53 de la lista Billboard Hot 100, esto hizo que Pluma extendiera su recórd como el mexicano con más entradas a la lista, con 9 en total en ese entonces. El 22 de junio, junto con el lanzamiento oficial del álbum, se anunció la pista «Luna» junto a Junior H.

## Recepción

### Comentarios de la crítica y los medios
Ante el anuncio del lanzamiento, medios como El Comercio, Milenio, Publimetro, Pitchfork y Rolling Stone se anticiparon a este para hablar al respecto. El álbum recibió críticas generalmente buenas. El diario digital Infobae escribió: "A pesar de que no se trata de su primer disco, sí que estamos ante el álbum más esperado y más maduro del artista...". El periódico El País dijo sobre la composición del álbum: "Kabande (Peso Pluma) se enfoca más en las letras sobre mujeres y desamor" concluyendo con que las letras mantienen los tintes bélicos. La emisora de radio española Los 40 publicó: "Génesis llega en uno de los mejores momentos profesionales del artista". La cadena televisiva mexicana TV Azteca calificó el álbum como: "el más importante de su carrera". El periodista Jon Pareles escribió en el The New York Times: "Génesis podría convertirse fácilmente en un éxito en ventas", mencionando que la carrera del artista es parte de una ampliación musical en la que la música regional mexicana está siendo una gran alternativa ala música pop en Estados Unidos. Ernesto Lechner de The Recording Academy opinó a través de una nota publicada que: "Su nuevo sonido rebelde es mexicano hasta la médula" con "una conexión orgánica con la música urbana" y que: "...las canciones de Génesis se desbordan con el tipo de riffs de trombón conmovedores, sofisticados acentos de bajo y complejas líneas de requinto que han definido a la banda y al norteño durante décadas.

### Desempeño comercial
A pocas horas de su estreno, el álbum se posicionó número uno en ventas de iTunes México, top 15 en Estados Unidos, y número 22 en Italia. Mientras que en Apple Music ocupó la primera posición en países como: Belice, Colombia, Guatemala, Honduras, Mexico y Nicaragua; fue top 5 en Bolivia, Ecuador, El Salvador, Paraguay, Estados Unidos, Costa Rica, República Dominicana, Omán y Panamá. Las 12 pistas del álbum entraron a la lista Top 200 Global de Spotify, siendo el primer álbum por un artista mexicano en lograrlo. La canción «Lady Gaga» fue la que mejor rendimiento presentó en plataformas de streaming al mostrar viralidad en las redes sociales, lo que hizo que se posicionara en el número 1 del top 50 de México en Spotify. En las primeras 12 horas de ser estrenado, las canciones «Carnal», «Lady Gaga», «Luna» y «VVS» acumularon en Spotify el millón de reproducciones cada una. Después del lanzamiento y los logros obtenidos en tan pocas horas, Pluma publicó en su cuenta de Instagram: "Gracias a los que hicieron posible este proyecto y a todos los artistas que pusieron su granito de arena que significa tanto para mí". En su primer día de estreno se convirtió en el álbum de música regional mexicana con mayor reproducción incluyendo todas las plataformas a nivel mundial.

## Lista de canciones
| Lista de canciones de Génesis (Deluxe) |                                                      |                                                                                    | |          |  |
| N.º                                    | Título                                               | Escritor(es)                                                                       | Productor(es) | Duración |  |
| 1.                                     | «Rosa pastel» (con Jasiel Núñez)                     | Jasiel Núñez                                                                       | Hassan Emilio Kabande Laija Iván Leal Reyes "Parka" Ernesto Fernández George Prajin Jesús Roberto "Tito" Laija García | 3:24     |  |
| 2.                                     | «Luna» (con Junior H)                                | Hassan Emilio Kabande Laija                                                        | Kabande Laija Leal Reyes Fernández                                                                                    | 2:43     |  |
| 3.                                     | «77» (con Eladio Carrión)                            | Carlos Humberto Esquerra Ramírez Carrión Hassan Emilio Kabande Laija               | Prajin Kabande Laija Fernández Leal Reyes                                                                             | 3:35     |  |
| 4.                                     | «Rubicón»                                            | Luis Ernesto Vega Carvajal                                                         | Kabande Laija Leal Reyes                                                                                              | 3:58     |  |
| 5.                                     | «Carnal» (con Natanael Cano)                         | Hassan Emilio Kabande Laija                                                        | Kabande Laija Leal Reyes Fernández                                                                                    | 2:54     |  |
| 6.                                     | «Las morras» (con Blessd)                            | Hassan Emilio Kabande Laija Jesús Roberto Laija García Stiven Mesa Londoño         | Leal Reyes | 2:35     |  |
| 7.                                     | «Gavilán II» (con Tito Double P)                     | Laija García                                                                       | Leal Reyes Jesús Roberto Laija García                                                                                 | 3:45     |  |
| 8.                                     | «VVS» (con Los Dareyes de la Sierra y Edgardo Núñez) | Darey Castro Esaú Ortíz Azuara Francisco Oliva Castillo                            | Edgardo Núñez Kabande Laija Castro                                                                                    | 2:42     |  |
| 9.                                     | «Su casa» (con Luis R. Conriquez)                    | Jasiel Núñez                                                                       | Kabande Laija Leal Reyes Fernández                                                                                    | 2:18     |  |
| 10.                                    | «Lady Gaga» (con Gabito Ballesteros y Junior H)      | Alexis Armando Fierro Román Gabriel Ballesteros Abril                              | Ballesteros | 3:32     |  |
| 11.                                    | «Zapata»                                             | Laija García                                                                       | Hassan Emilio Kabande Laija Leal Reyes Fernández                                                                      | 2:57     |  |
| 12.                                    | «PRC» (con Natanael Cano)                            | Hassan Emilio Kabande Laija Jesús Roberto Laija García Nathanahel Rubén Cano Monge | Prajin Laija García Leal Reyes                                                                                        | 3:04     |  |
| 13.                                    | «La people» (con Tito Double P)                      | Jesús Roberto Laija García Luis Ernesto Vega Carvajal                              | Laija García | 2:33     |  |
| 14.                                    | «Nueva vida»                                         | José Antonio Martínez Oviedo                                                       | Hassan Emilio Kabande Laija Leal Reyes Fernández                                                                      | 3:10     |  |
| 15.                                    | «Tulum» (con Grupo Frontera)                         | Andrés Correa Ríos Edgar Barrera Hassan Emilio Kabande Laija                       | Barrera | 3:29     |  |
| 16.                                    | «Lagunas» (con Jasiel Núñez)                         | Jasiel Núñez                                                                       | Jasiel Núñez Ernesto Murillo Miguel de Jesús Ruíz Huerta                                                              | 3:51     |  |
| 17.                                    | «Bye»                                                | Hassan Emilio Kabande Laija Jasiel Núñez Martínez Oviedo                           | Kabande Laija Leal Reyes                                                                                              | 3:32     |  |

- «Nueva vida» es un cover de la canción del grupo Sucesión M.

## Listas
| Lista (2023)                             | Mejor posición |
| ---------------------------------------- | -------------- |
| Estados Unidos (Top Latin Albums)        | 1              |
| Estados Unidos (Billboard 200)           | 3              |
| Estados Unidos (Regional Mexican Albums) | 1              |
| España (PROMUSICAE)                      | 31             |

## Certificaciones
| País           | Organismo certificador | Certificación            | Ventas certificadas | Ref.   |
| -------------- | ---------------------- | ------------------------ | ------------------- | ------ |
| Estados Unidos | RIAA                   | Platino                  | 1 000               | [ 36 ] |
| México         | AMPROFON               | Diamante + Platino + Oro | 910 000             | [ 37 ] |